# La Vierge à l'Enfant dans un paysage
La Vierge à l'Enfant dans un paysage est une peinture à l'huile sur bois (44 × 36,5 cm) de Giorgione, datant entre 1498 et 1500 environ et conservée au musée de l'Ermitage de Saint-Pétersbourg.

## Histoire et description
Issu de la collection Crichton, le panneau est arrivé au musée de l'Ermitage en 1817.
Comme la majeure partie des œuvres attribuées à Giorgione, le peu de documentation et la difficulté d'isoler les caractères stylistiques de la carrière relativement brève de l'artiste, par rapport à celle de ses élèves et de ses suiveurs, rendent particulièrement difficiles l'attribution et la datation. La Vierge à l'Enfant dans un paysage aurait été exécutée entre 1495 et 1505, avec une prévalence pour les dernières années du XVe siècle.
À cette époque, les artistes vénitiens mettent en œuvre de nouvelles typologies de l'iconographie traditionnelle. Ainsi, au lieu de peindre la Madone sur un trône, entourée de saints, ils commencent à la placer dans un paysage, comme dans ce tableau. Les petites dimensions de cette œuvre laissent penser qu'il pourrait s'agir d'une commande privée, pour la dévotion personnelle.
La Vierge Marie est représentée assise de trois-quarts vers la gauche, penchée vers l'Enfant Jésus qu'elle tient sur les genoux et dont elle soutient les épaules de l'avant-bras droit et la tête de la main droite. Elle est vêtue d'une robe verte et d'un ample manteau rouge à l'étoffe imposante et coiffée d'un léger voile blanc. Ses tonalités se détachent du paysage de collines au loin dans des tonalités plus pâles, vertes, brunes, grises, etc. sur fond de ciel clair.
Cette représentation est hautement lyrique, avec un liant lumineux et doré qui donne un effet chaud et intime et fait se fondre les personnages dans le paysage.